# Ctenoplusia eugrapha
Ctenoplusia eugrapha là một loài bướm đêm trong họ Noctuidae.